# Aphylla edentata
Aphylla edentata är en trollsländeart som först beskrevs av Selys 1869.  Aphylla edentata ingår i släktet Aphylla och familjen flodtrollsländor. Inga underarter finns listade i Catalogue of Life.